# Tono de Shepard

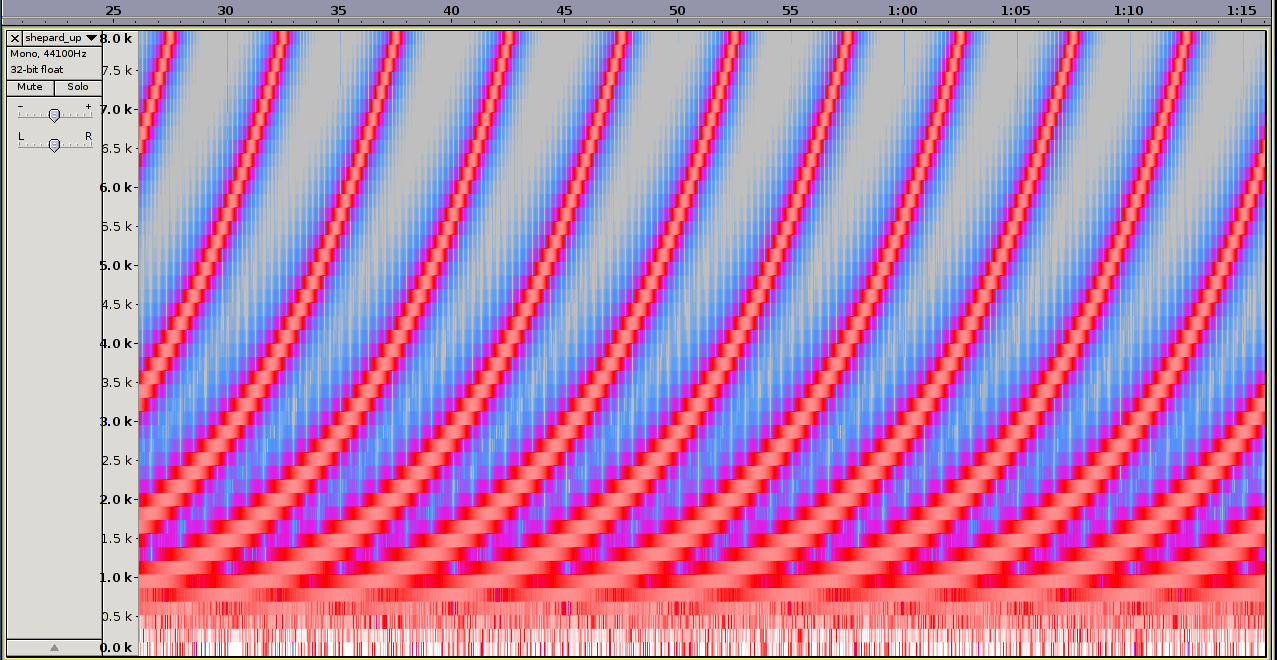
Espectrograma de una escala de Shepard ascendente en una escala lineal de frecuencia.

Un tono de Shepard, nombrado según su creador, Roger Shepard, se trata de un sonido complejo generado electrónicamente que consiste en la superposición de ondas sinusoides separadas por octavas. Una escala musical formada por estos tonos se conoce como una escala de Shepard. Con un movimiento ascendente o descendente de estos tonos se consigue la ilusión auditiva de una escala que sube o baja continuamente.

## Construcción de una escala de Shepard

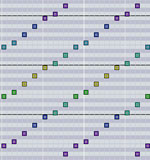
Figura 1: Tonos de Shepard formando una escala de Shepard, ilustrado en un secuenciador.

Cada cuadrado en la figura indica un tono, y cada conjunto de cuadrados basado en una alineación vertical forman juntos un tono de Shepard. El color de cada cuadrado indica la intensidad de la nota: el color morado equivale a la intensidad más baja y el color verde a la más alta. Esta superposición de notas que se tocan al mismo tiempo se separan exactamente por el intervalo de una octava, y cada escala aparece y se desvanece de forma que es imposible escuchar el inicio y el final de cualquier escala.
Como ejemplo conceptual de una escala de Shepard cromática ascendente con Do como centro tonal, el primer tono podría ser un Do4 prácticamente inaudible y un Do5 (una octava más agudo) estridente. El siguiente sería un Do♯4 ligeramente más fuerte y un Do♯5 ligeramente más flojo, y después de este encontraríamos un Re4 todavía más fuerte y un Re5 más silencioso, etc. Las dos frecuencias tendrían la misma intensidad en la mitad de la octava (Fa♯4 y Fa♯5), y el duodécimo tono sería uno Si4 fuerte y un Si5 casi inaudible, con la adición de un Si3 también prácticamente inaudible. El decimotercero tono volvería a ser el mismo que el primero, y el ciclo continuaría indefinidamente. En otras palabras, cada tono consta de dos olas sinusoides con frecuencias separadas por octavas; la intensidad de cada equivale, por ejemplo, a una función de coseno alzado de la separación en semitonos de una frecuencia máxima, que en el ejemplo superior sería Si4. Según Shepard, "(...) prácticamente cualquier distribución suave que se atenúe a niveles subumbrales a frecuencias bajas y altas podría funcionar igual de bien como la curva de coseno utilizada".
La teoría detrás de la ilusión se demostró durante un episodio del programa de televisión de la BBC Bang Goes The Theory, donde el efecto se describió como un "poste de barbero musical".
La escala descrita (con pasos discretos entre cada nota) se conoce como la escala de Shepard discreta. La ilusión es más convincente si las notas se separan por un corto silencio (staccato o marcato mejor que legato o portamento).

## Variantes

### Glissando Shepard-Risset
Jean-Claude Risset posteriormente ideará una versión de la escala donde los tonos se deslizan en un glissando continuo, bautizado como escala Risset continúa o glissando Shepard-Risset. Cuando se realiza correctamente, el tono parece subir o bajar indefinidamente, por mucho que se vuelva a la nota inicial. Risset también creó un efecto similar jugando con el ritmo de un loop, en el cual el tempo parece incrementar o disminuir infinitamente.

### Paradoja del tritono
Dos tonos de Shepard tocados de manera secuencial y separados por el intervalo de un tritono (media octava) producen la paradoja del tritono. Shepard previó que los dos tonos constituirían una figura biestable (el equivalente auditivo del cubo de Necker), la cual se podría escuchar tanto ascendente como descendente, pero nunca los dos a la vez.
En 1986, Diana Deutsch descubrió que la percepción de cual era el tono más agudo dependía de las frecuencias absolutas involucradas, y que un individuo usualmente escucharía el mismo tono como el más agudo (esto es determinado por el tono absoluto de las notas). Curiosamente, el tono de Shepard designado como el más agudo variaba de persona a persona, dependiendo del lenguaje o dialecto del oyente (Deutsch, Henthorn y Dolson encontraron que los hablantes nativos del Vietnamita, un lenguaje tonal, escucharon la paradoja del tritono de manera diferente a los Californianos que hablaban el Inglés como lengua materna).

### Melodía perpetua
Pedro Patricio observó en el año 2012 que utilizando el tono de Shepard como fuente de sonido y aplicándolo a una melodía se podía reproducir la ilusión de un movimiento ascendente o descendente infinito propio de la escala de Shepard. Independientemente del tempo y de las cualidades del envolvente acústico de las notas, la ilusión auditiva se mantiene efectivamente. La ambigüedad de la escala a la cual pertenecen los tonos de Shepard permite a los compositores experimentar con melodías engañosas y desconcertantes.

## Análogo visual
Un efecto similar ocurre con la ilusión del poste de barbero, que es una ilusión visual.

## Ejemplos
- En un cortometraje del año 1967 por Shepard y E. E. Zahac una escala de Shepard acompaña la análoga escalera de Penrose.[11]
- Al final de la canción Echoes del álbum Meddle de Pink Floyd (1971) encontramos una escala de Shepard que se desvanece con el sonido de viento (en realidad ruido blanco procesado a través de una unidad de eco a cinta).[12]
- Al final de la canción Tie Your Mother Down del álbum A Day at the Races de Queen (1976) encontramos una escala de Shepard que se encuentra al final de dicha canción precedida de otra canción llamada "Teo Torriatte".
- Douglas Hofstadter explicó en su libro de 1980 Gödel, Escher, Bach: An Eternal Golden Braid cómo se podían utilizar las escalas de Shepard en el Canon a 2, por tonos, de la ofrenda musical de Bach (nombrada como el Canon ascendente infinito por Hofstadter[13]: 10 ) para hacer que la modulación finalizara en el mismo tono en lugar de una octava más alta.[13]: 717–719
- En 1995, Ira Braus argumentó que las últimas notas de la obra de piano Bagatelle sanos tonalité (compuesta en 1885 por Franz Liszt) se podrían continuar para producir una escala de Shepard mediante la técnica de Hofstadter.[14]
- En el videojuego Super Mario 64 de la consola Nintendo 64 (1996) encontramos una pieza musical de fondo que incorpora una escala de Shepard ligeramente modificada que acompaña al jugador cuando este intenta subir las escalas sin fin de la penúltima habitación del castillo de Peach. Esta ilusión auditiva complementa el efecto de bucle espacial que se encuentra programado en el juego creando la ilusión de que las escaleras nunca se acaban.[15]
- En el debut del álbum F♯ A♯ ∞ de Godspeed You! Black Emperor de 1997, la canción inicial The Dead Flag Blues tiene una sección principalmente formada por sirenas de tornado que utilizan los tonos de Shephard para crear su atmósfera apocalíptica característica.
- El compositor austríaco Georg Friedrich Haas incorpora la escala de Shepard (al final, entre otros momentos) en su experimental pieza orquestal in vain (2000/02).[16]
- En la banda sonora de The Prestige de Christopher Nolan, compuesta por David Julyan, se exploró el potencial de los tonos Shepard como base fundamental de las composiciones, según dice el director en una entrevista.[17]
- En la canción de 2007 Man of a Million Hagas de Stephin Merritt, compuesta para el Project Song de la NPR, el tono de Shepard es un aspecto fundamental.[18]
- En la película de 2008 The Dark Knight, y en su secuela de 2012 The Dark Knight Rises, se utilizaron los tonos de Shepard para crear el sonido del Batpod, una motocicleta que los cineastas no querían que cambiara de marcha y tono bruscamente, sino que acelerara constantemente.[19]
- También en el filme de 2017 Dunkerque se utiliza una escala de Shepard, esta vez para aumentar cada vez más la tensión y la intensidad de un momento entre las diversas historias entrelazadas que encontramos en el filme.[20]
- En el largometraje Zama (2017) de Lucrecia Martel encontramos un uso extensivo de los tonos Shepard creando un paisaje sonoro "estridente y chirriante, para tal de conseguir una proximidad con el espectador", según dice la directora.[21]
- La canción de 2018 Always Ascending de Franz Ferdinand del álbum con el mismo nombre presenta una escala de Shepard ascendente a lo largo de toda la canción. El videoclip de la canción complementa el efecto sonoro, puesto que la cámara asciende continuamente durante todo el metraje.[22]